# Upogebia omissa
Upogebia omissa is een tienpotigensoort uit de familie van de Upogebiidae. De wetenschappelijke naam van de soort is voor het eerst geldig gepubliceerd in 1968 door Gomes Corrêa.